# Gare de South Kenton
La gare de South Kenton (en anglais : South Kenton railway station), est une gare ferroviaire de la Watford DC line (en), en zone 4 Travelcard. Elle  est située sur la Windermere Avenue à South Kenton (en), dans le borough londonien de Brent, sur le territoire du Grand Londres.
C'est une gare Network Rail desservie par des trains London Overground de Transport for London. Elle est en correspondance avec la station South Kenton de la ligne Bakerloo dont les rames utilisent les mêmes voies et quais.

## Situation ferroviaire
La gare de South Kenton est établie sur la Watford DC line (en) entre la gare de Kenton, en direction de la gare de Watford Junction, et de la gare de North Wembley, en direction de la gare d'Euston. Elle dispose, en partage avec la station, de deux voies encadrants un quai central.

Plans de la ligne et des transports à Londres
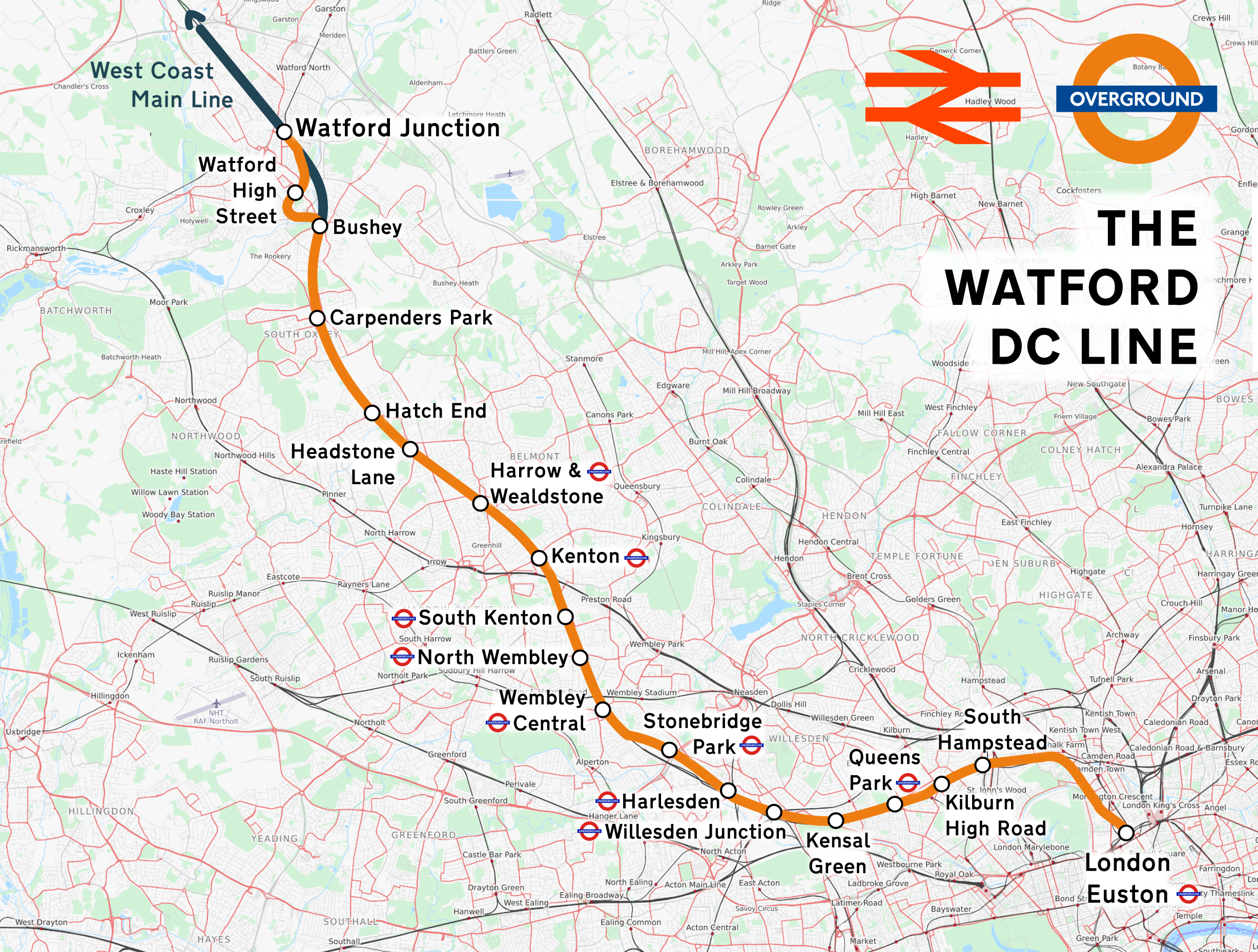
Watford DC line.
Réseau Overground.
Plan des transports.

## Histoire
Comme la station la gare est mise en service le 3 juillet 1933.

## Service des voyageurs

### Accueil
La gare dispose d'une entrée principale sur la Windermere Avenue à South Kenton (en).

### Desserte
La gare de South Kenton est desservie par les trains de banlieue du London Overground circulant sur la relation : gare de Watford Junction - gare d'Euston.

Installations et desserte
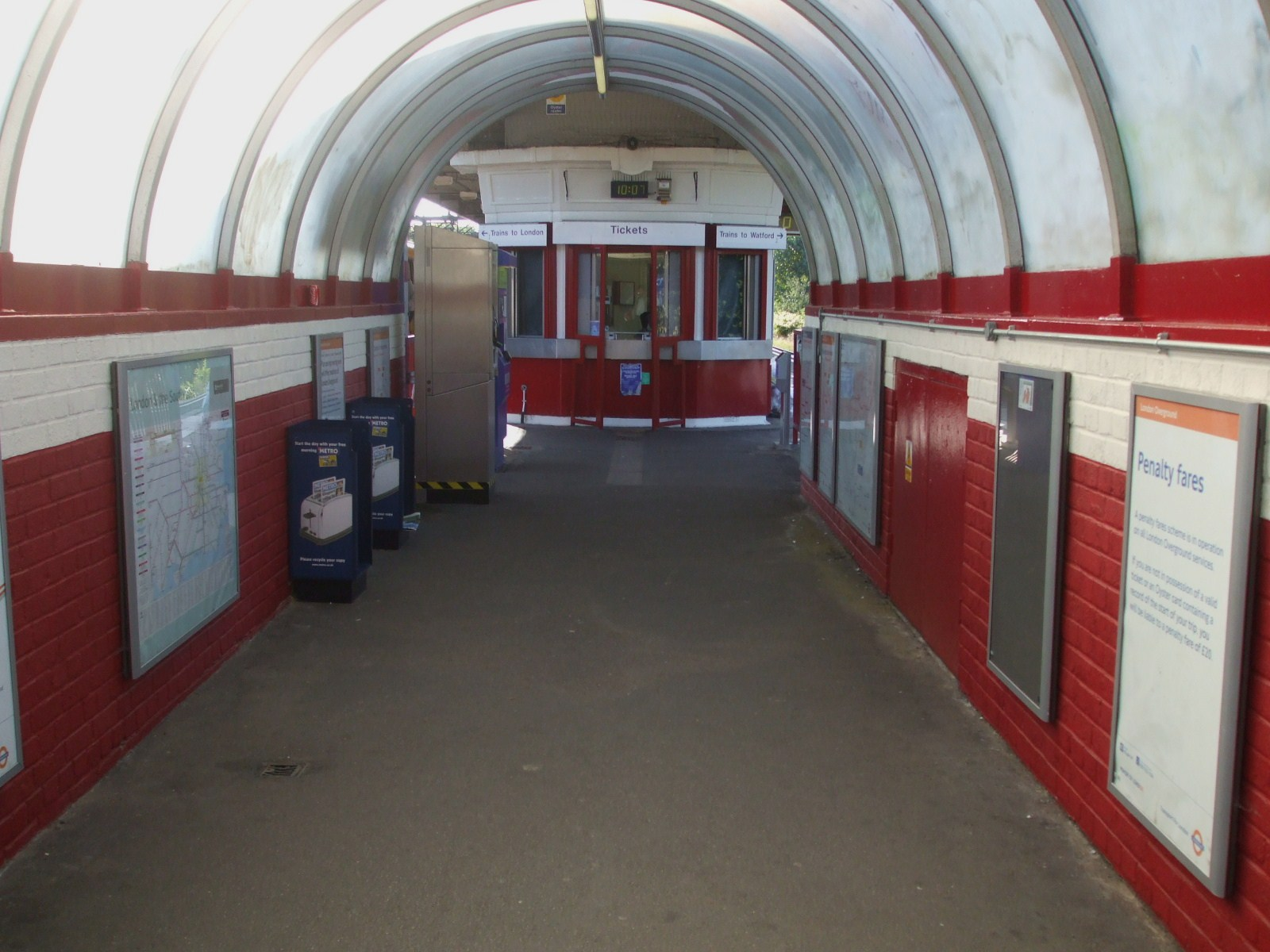
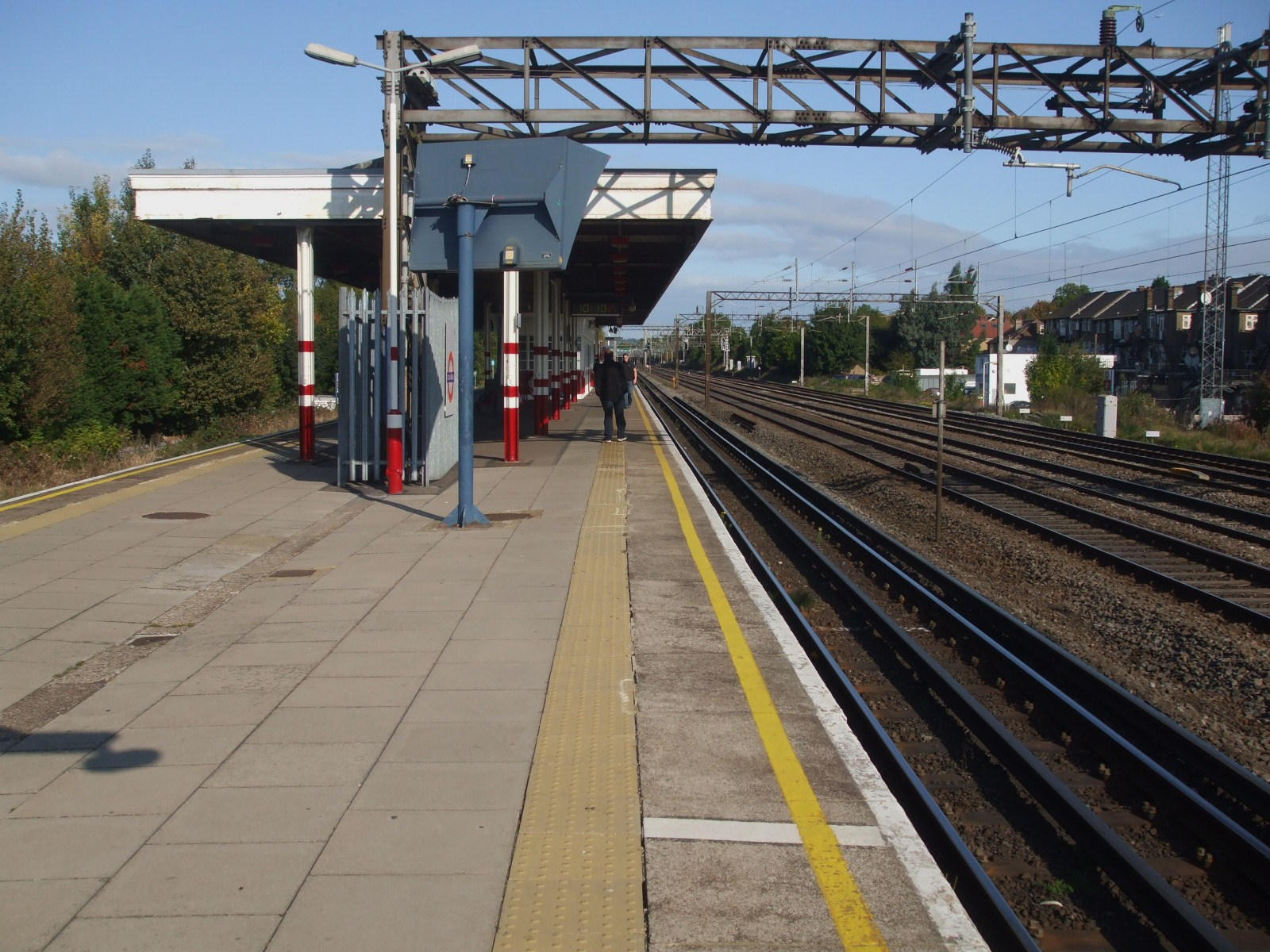
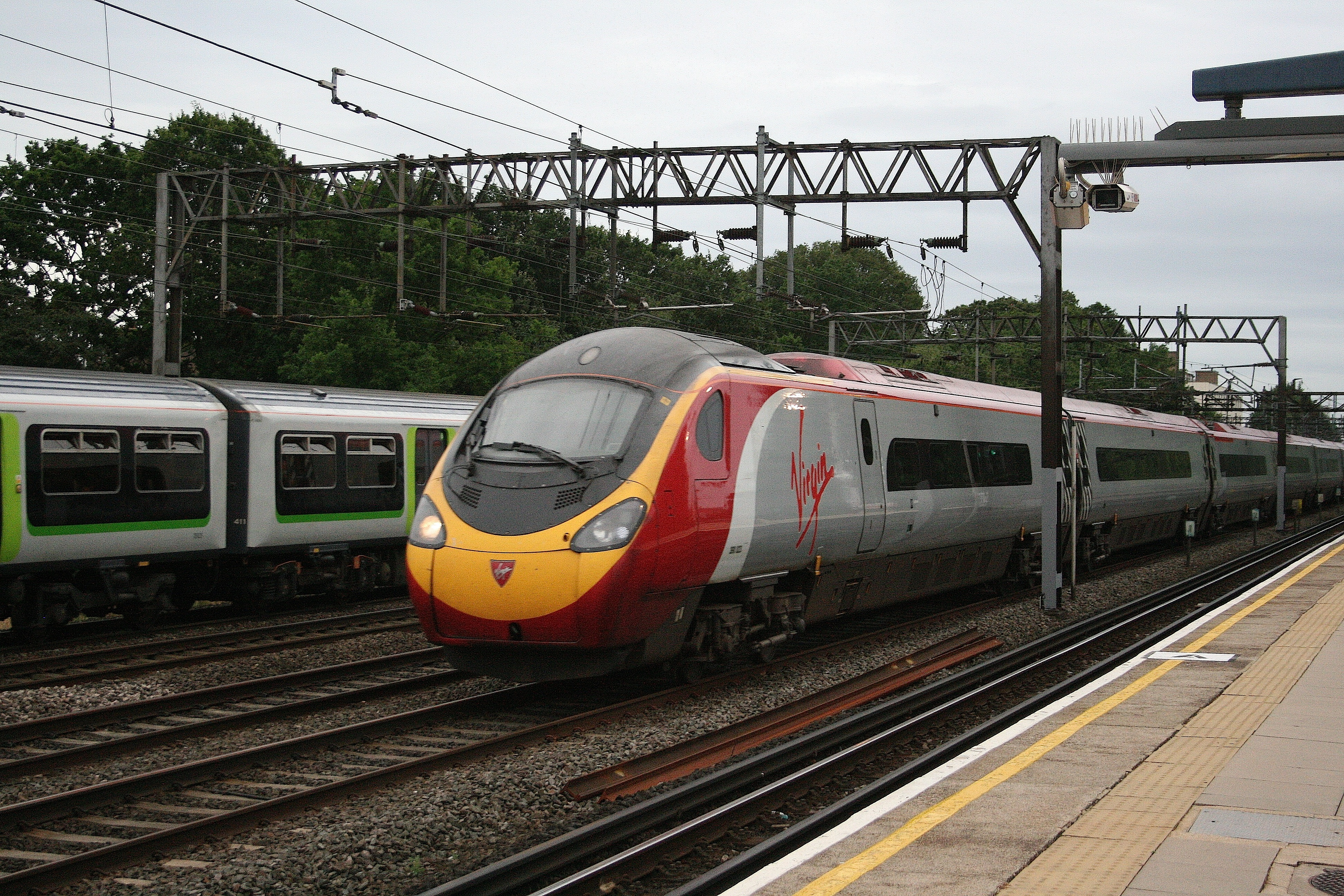

### Intermodalité
Elle est en correspondance avec la station South Kenton, de la ligne Bakerloo du métro de Londres, qui utilise la même infrastructure (voies et quais).
Comme la station, la gare est desservie par  des autobus de Londres de la ligne 223.